# Max Pechstein
Max Pechstein (31. prosince 1881 Zwickau – 19. června 1955 Mnichov) byl německý malíř a grafik. Od roku 1906 byl členem expresionistické umělecké skupiny Die Brücke, byl jediný z uměleckého okruhu této skupiny, který měl formální malířské vzdělání. Po krizi v Berlínské secesi stál u zrodu Nové secese. Udržoval kontakty s umělci skupiny Der Blaue Reiter.
Kromě silného expresionistického vlivu se také za svého mládí ve Francii seznámil s fauvismem. V jeho umění se objevoval také vliv primitivismu, nakonec podnikl výpravu do oblasti Oceánie, kde mohl studovat primitivní kmeny. Od nacistů se mu dostalo označení zvrhlý umělec.
V roce 1945 se stal profesorem na Universität der Künste v Berlíně. V roce 1952 získal Velkokříž Záslužného řádu Spolkové republiky. Krátce před svou smrtí se účastnil výstavy documenta I v Kasselu.
Pohřben je na hřbitově Schmargendorf. Hrob je od roku 1980 označen jako jeden z čestných hrobů města Berlína (Ehrengrab der Stadt Berlin).